# بلير كلارك
بلير كلارك (بالإنجليزية: Blair Clark)‏ هو صحفي أمريكي، ولد في 22 أغسطس 1917 في قرية إيست هامبتون في الولايات المتحدة، وتوفي في 6 يونيو 2000 في برينستون في الولايات المتحدة.